# 秋山裕和
秋山 裕和（あきやま ひろかず、Hirokazu Akiyama、1978年2月8日 - ）は、日本の作曲家、千葉県佐倉市出身。主に舞台、ゲーム、TV-CM、映画の音楽を手掛けている。音楽素材サイトH/MIX GALLERYを運営し、制作した楽曲の一部をロイヤリティフリーで公開している（著作権フリーではない）。

## 来歴
10代でDJを始め、21歳で演劇の音響を始めたのがきっかけとなり作曲を始める。当時所属していた劇団で作曲を続けた後、劇団「座☆FunnyWorld」を立ち上げ、「HOLD」「彼の丘に眠る」「VEIL」で作曲と演出を担当。
同時期に西田シャトナーの劇団「LOVE THE WORLD」の「仮面劇リラックス」「仮面劇フルーツ」の作曲を担当。
劇団解散後はロイヤリティフリーのBGMを公開する音楽素材サイト「H/MIX GALLERY」を開設。2014年には500万アクセスを超える人気サイトとなる。作曲家として、多くのゲームや映画、TV-CM、舞台に楽曲提供をしている。
2019年以降は、地元千葉県佐倉市で「地産地消の芸能の種を佐倉に植える」というコンセプトのもと、津田梅子の父の津田仙や、佐倉市出身の画家浅井忠などをエンターテイメント作品にする活動にも力を入れている。
2024年「Ponshon」というクリエイターチームを友人の「五十嵐愛」「森澤 碧音」「中川えりか（AKARA）」と結成。初回公演『月の憧憬 音の記憶』では、初のピアノ生演奏もした。
2024年6月22日に、初のアルバムとなる、「H/MIX Vol.1 和風ファンタジー」を発売。

## 主な作品

### TVCM
- アデランス
- ソニーブラビア
- クリーニング専科
- 村田園「万能茶」
- その他地方CM多数

### プロデュース
- クリエイターズパーティー（2019）
- 和ライブ～津田梅子と父・仙～（2019）
- 忠の色～色むすびの西洋画家、浅井忠物語～（2024）

### ゲーム
- セガ『視て聞いて脳で感じて「クロスワード天国』（PSP・2007年）
- ωstar
  - 『美少女万華鏡-呪われし伝説の少女-』（PC・2011年）※R18
  - 『美少女万華鏡-忘れな草と永遠の少女-』（PC・2012年）※R18
  - 『美少女万華鏡-かつて少女だった君へ-』（PC・2014年）※R18
  - 『美少女万華鏡-神が造りたもうた少女たち-』（PC・2015年）※R18
  - 『美少女万華鏡-雪おんな』（PC・2024年）※R18
- GameBank『オービットサーガ』（スマートフォンアプリ・2015年）

### 映像作品
- 大澤祐介『邪気』（2005年）
- シンフォレスト『エーゲ海・猫たち楽園の島々』（2006年）
- シンフォレスト『地中海・猫の旅6500キロ』（2008年）
- シンフォレスト『世界遺産の猫たち』（2009年）
- アムモ98『霊界の扉 ストリートビュー』（2011年）
- 渋谷の女子高生たちが語った“呪いのリスト”シリーズ[DVD]
- Not Found-ネットから削除された禁断動画-シリーズ[DVD]
- ゼイカンパニー
  - 『地中海・猫たちのクロニクル』（2013年）
  - 『エーゲ海・猫が暮らす癒しの島』（2013年）
  - 『瀬戸内海　ねこ島便り』（2017年）
- 千趣会『まずはここから！むねハムの乳がん“かんたん”セルフチェック』（2018）

- 池ヶ谷愛『うさぎ紳士シリーズ』
- いのうえまさき『どろぼうの国』

### 舞台
- 遊機化学『砂の雫』（2002年）
- 座☆FunnyWorld
  - 『HOLD』
  - 『彼の丘に眠る』（2003年）
  - 『VEIL～幻という名の魔法～』（2004年）
- LOVE THE WORLD
  - 『仮面劇リラックス』（2003年）
  - 『仮面劇フルーツ』（2003年）
- はなまる大作戦
  - 『YU-GEN乱舞～建武に懸けた情熱～』
  - 『Lost the world』
- 演劇集団T-BORN
  - 『Celestial Garden ～Wailing Seraphim』
  - 『トンボの眼』（効果音制作）
- Empathy experience
  - 『One's believes』（2010年）
  - 『ELEVEN』（2010年）
  - 『彼の丘に眠る』（2011年）
- TAOグリムシアター
  - 『白雪姫と7人の小人』（2011年）
  - 『シンデレラ』（2012年）
- 劇団熱血天使
  - 『興す人々』（2011年）
  - 『天地に咲く-志Ver-』（2012年）
  - 『春雪雷風』（2013年）
  - 『松蔭の夢』（2014年）
  - 『空-KUU-まほろばの先へ』（2015年）
  - 『戦国北条記』（2016年）
  - 『ヒミコ』（2017年）
  - 『ヒミコ-知られざる旅-』（2018年）
- 時代絵巻AsH
  - 『紅月〜あかつき〜』（2013年）
  - 『白瓊〜しらぬい〜』（2013年）
  - 『蒼刻〜そうこく〜』（2014年）
  - 『白殉〜はくじん〜』（2014年）
  - 『碧血～へきけつ～』（2015年）
- アリスインプロジェクト「イマジカル・マテリアル」（2017年）
- ミュージカル『Show Girl』（2018年）
- 熱い大人たちがおくる演劇プロジェクト『やむにやまれぬ蒼』（2023年）
- Ponshon First gift『月の憧憬 音の記憶』作曲・ピアノ演奏（2024年）

### その他
- 東京コレクション
  - 2015-16A/W「tenbo」ショー音楽（2015年）
  - 2017S/S 「tenbo」ショー音楽（2016年）
- キック最強決定戦「BLADE1」音楽プロデューサー・楽曲提供（2014年）
- ファンキー中村「不安奇異夜話」テーマ曲
- としまえん遊具『ミニイーグル』BGM
- NHKバリコレ「TSURUTA TAKAFUMI CREATORS」音楽制作（2016年）
- 陸上自衛隊第一空挺団『降下訓練始め』（2017年、2018年）
- チバフリ・ファッションショー　（2019年）